# شاپرک آرکون
شاپرک آرکون (نام علمی: Paysandisia archon) تنها گونه سرده به همین نام است و جزء خانواده شاپرک‌های پروانه‌ای بزرگ می‌باشند. شاپرک آرکون بومی کشور اروگوئه و آرژانتین (مرکز) است. این شاپرک وقتی برای نخستین بار توسط مسافران به اروپا آمد به شکلی سریع در این قاره پخش گردید. این شاپرک بزرگ دارای پهنای بال ۹ تا ۱۱ سانتی‌متر است.